# Gomphrena breviflora
Gomphrena breviflora là loài thực vật có hoa thuộc họ Dền. Loài này được F.Muell. mô tả khoa học đầu tiên năm 1863.